# Thermus aquaticus
Thermus aquaticus (лат.) — грамотрицательная палочковидная экстремально термофильная бактерия рода Thermus. Обитает в горячих источниках Йеллоустонского национального парка и других подобных регионах, гейзерах при температурах выше 55 °C. Впервые открыта Томасом Броком (англ. Thomas Brock) и Хадсоном Фризом (англ. Hudson Freeze) в районе Больших Фонтанов (англ. Great Fountain) Йеллоустонского национального парка. Термостабильные ферменты (в особенности термостабильная Taq-полимераза) используются как инструменты в молекулярно-генетических исследованиях.

## Биологические свойства
Грамотрицательная палочковидная бактерия. Не образует капсул и спор, часть штаммов подвижна и имеют жгутики. На солнечном свету продуцирует разнообразные пигменты. Экстремально-термофильный хемоорганогетеротроф, облигатный аэроб, развивается при температуре выше 55 °С (оптимальной является температура 70 °C). Обитает в горячих источниках, гейзерах, два штамма были выделены из горячей водопроводной воды.

## Геном
Геном T. aquaticus штамма HB27 представлен хромосомой размером 1 894 877 п.н. и мегаплазмидой pTT27 размером 232 605 п.н. Имеется большое сходство генома T. aquaticus с геномом мезофильного организма Deinococcus radiodurans. Продолжается секвенирование генома T. aquaticus штамма Y51MC23, размер хромосомы составляет 2 340 768 п.н., хромосома содержит 2570 гена, из которых 2520 кодируют белки, доля пар Г+Ц составляет 68 %. T, aquaticus штамм NTU103 имеет плазмиду pTA103 размером 1965 п.н., которая реплицируется по типу «катящегося кольца». T. aquaticus поражается бактериофагом IN93, чей геном представлен двухцепочечной кольцевой молекулой ДНК размером 19 603 п.н.

## Термостабильные ферменты
T. aquaticus является экстремально-термофильной бактерией, поэтому ферменты T. aquaticus термостабильны и не инактивируются при повышенных температурах. Некоторые ферменты T. aquaticus (рестриктаза TaqI и в особенности Taq-полимераза) активно используются в качестве инструментов для молекулярно-генетических исследований.

### Альдолаза
Первоначально не было понятно, как T. aquaticus может выживать в экстремальных температурных условиях, поэтому необходимо было детально изучить ферменты T. aquaticus и то, как они избегают денатурации при таких высоких температурах. Одним из первых изученных ферментов T. aquaticus была альдолаза.

### РНК-полимераза
Первой из полимераз из T. aquaticus была выделена РНК-полимераза (транскриптаза) в 1974 г. Проведены кристаллографические исследования данного фермента и получена рекомбинантная РНК-полимераза, предназначенная для молекулярно-биологических исследований транскрипции.

### Эндонуклеаза рестрикцииTaqI
Эндонуклеаза рестрикции (рестриктаза) TaqI была одним из первых ферментов T. aquaticus, которые стали использовать для молекулярно-генетических исследований. Сайт рестрикции — TCGA.

### Taq-полимераза
Taq-полимераза была впервые выделена и охарактеризована в 1976 году. Преимуществами Taq-полимеразы является её способность работать при повышенных температурах (оптимум 72—80 °C) и возможность получать Taq-полимеразу в чистом виде. В 1986 г. Кэри Муллис (англ. Kary Mullis) решил использовать для изобретённой им в 1983 г. полимеразной цепной реакции (ПЦР) Taq-полимеразу ввиду того, что она выдерживала высокую (94—96 °C) температуру, необходимую для денатурации ДНК и не было необходимости вносить новую порцию дорогостоящей ДНК-полимеразы после каждого раунда амплификации. Затем ген Taq-полимеразы был клонирован и модифицирован с целью получить высокоэффективный коммерческий продукт. Taq-полимераза гомологична ДНК-полимеразе I (pol I) Escherichia coli. Taq-полимераза также ограниченно используется в секвенировании ДНК, но ввиду большого количества ошибок (из-за отсутствия 3',5'-экзонуклеазной активности) в секвенировании и точных анализах чаще используется Pfu-полимераза из археи Pyrococcus furiosus (хотя полимераза AmpliTaqR имеет преимущество перед Pfu-полимеразой в виде более высокой процессивности).

## Применение
T. aquaticus является источником термостабильных ферментов, используемых в молекулярной биологии (рестриктаза TaqI, РНК-полимераза, Taq-полимераза). Секвенирование генома T. aquaticus может помочь в поиске других необходимых для биотехнологии ферментов (протеаз, амиломальтазы, НАД-оксидаз).